# Boja (Tersono)
Boja is een bestuurslaag in het regentschap Batang van de provincie Midden-Java, Indonesië. Boja telt 1295 inwoners (volkstelling 2010).